# 波浪区

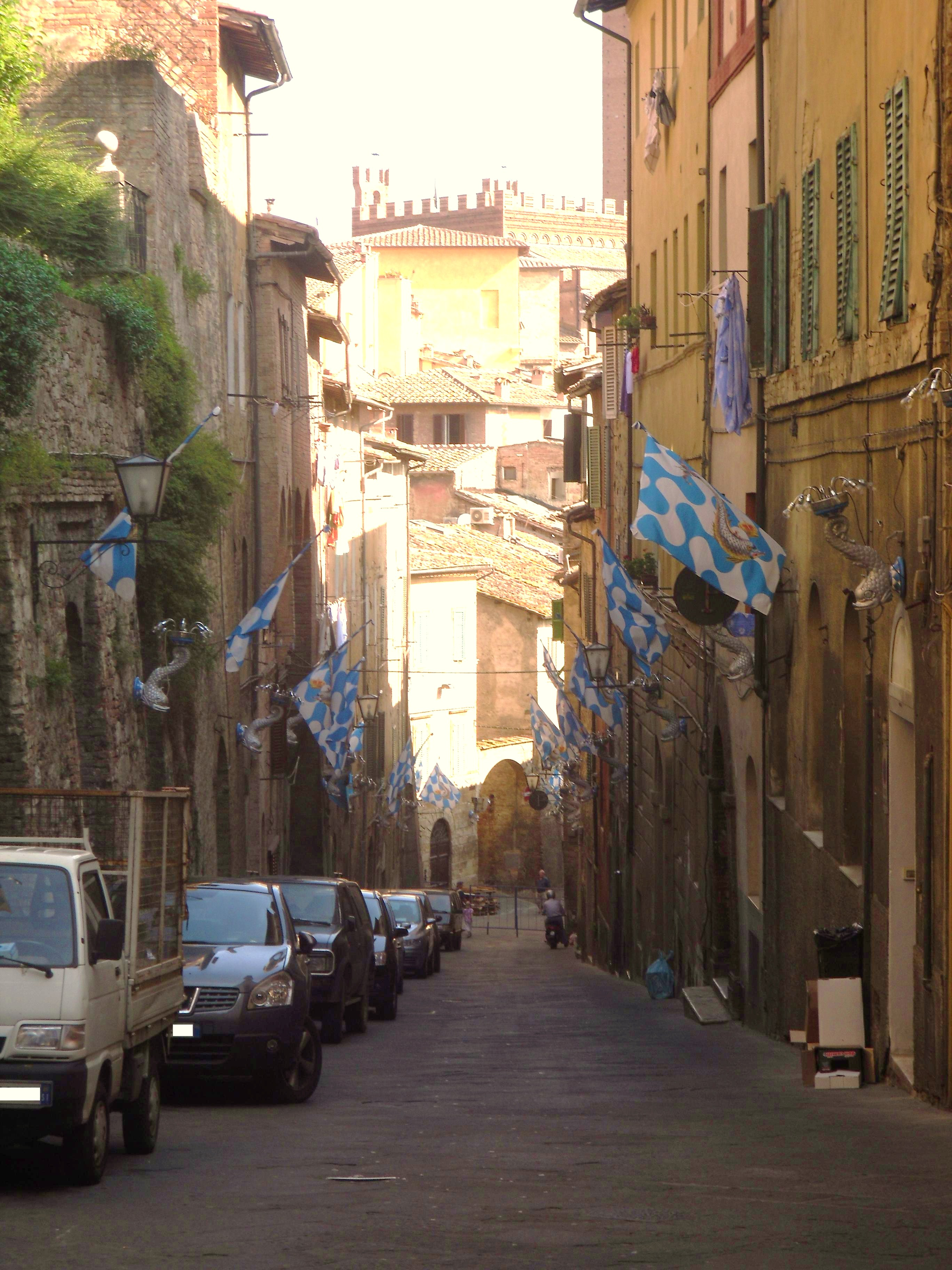
乔瓦尼·杜佩街，2009年8月16日

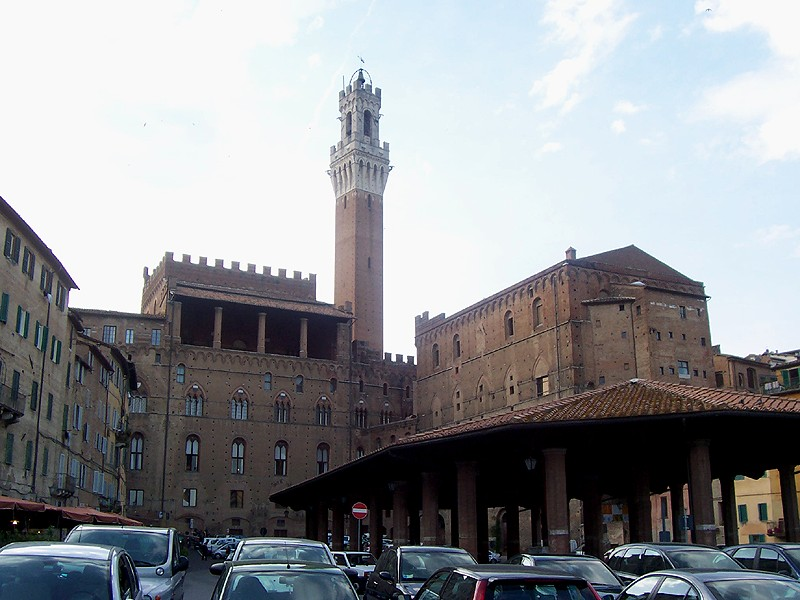
市场广场侧面。背景是锡耶纳市政厅和曼吉亚塔楼

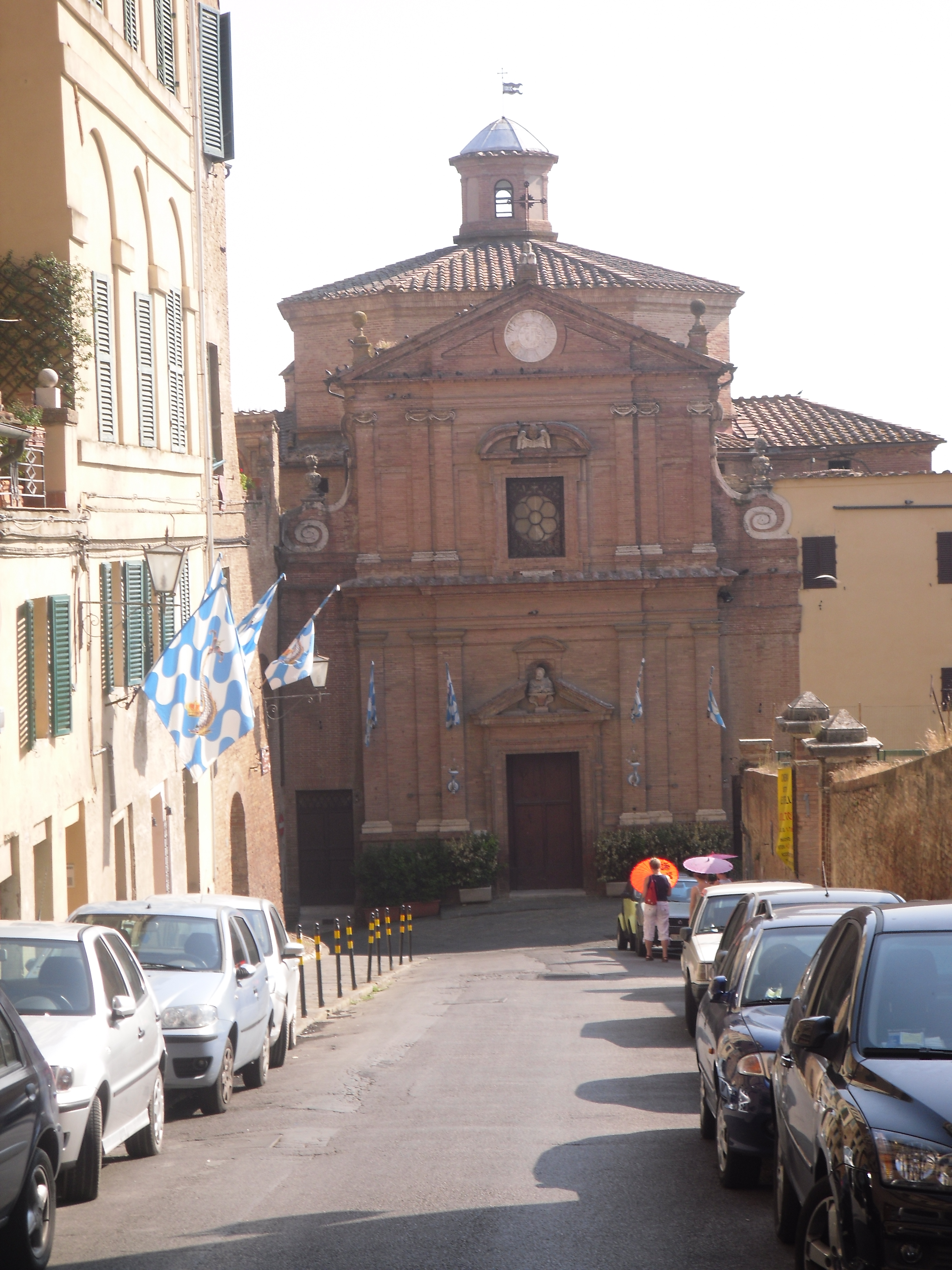
圣若瑟堂

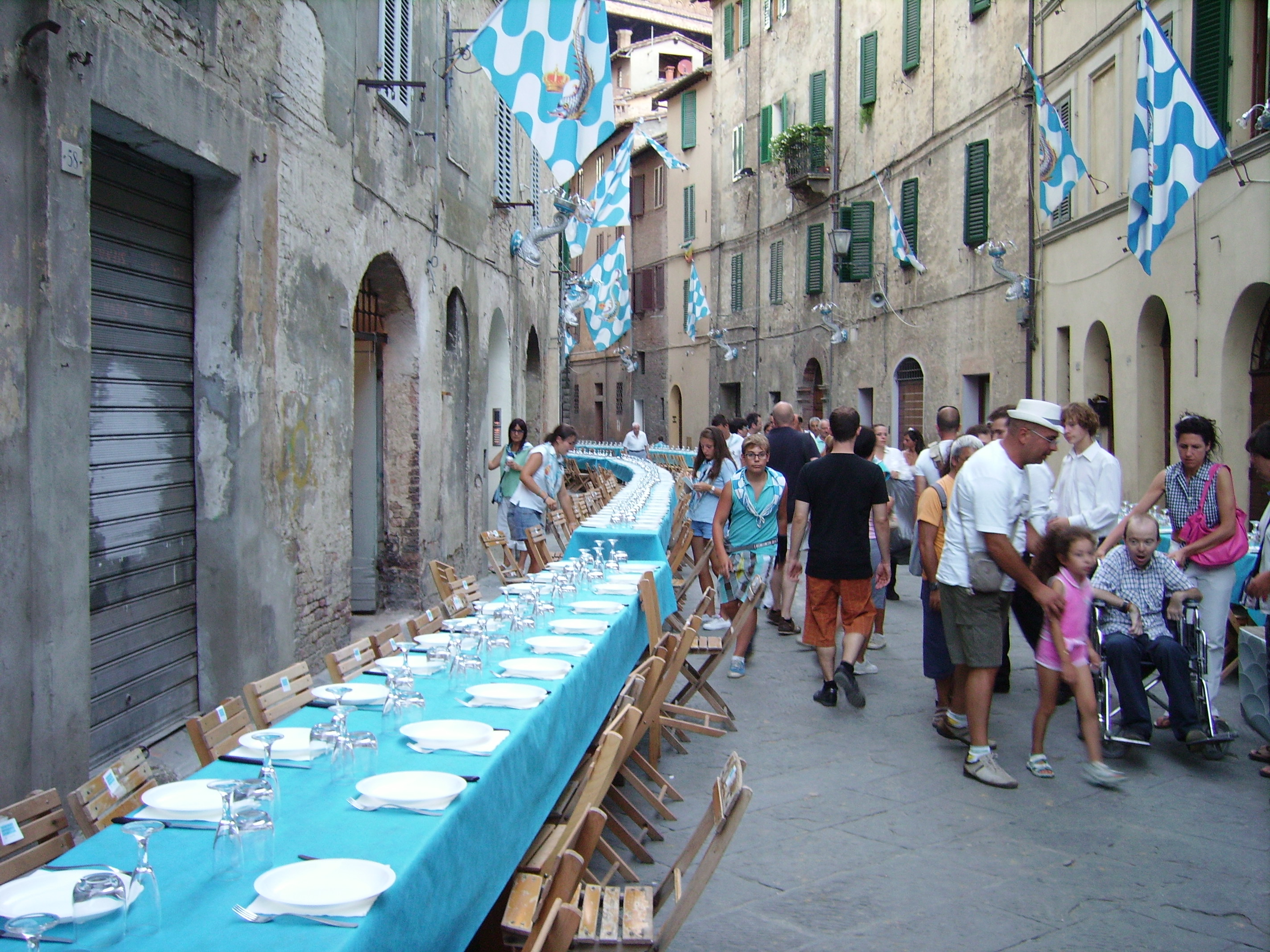
Tavoli pronti per la cena degli ondaioli.

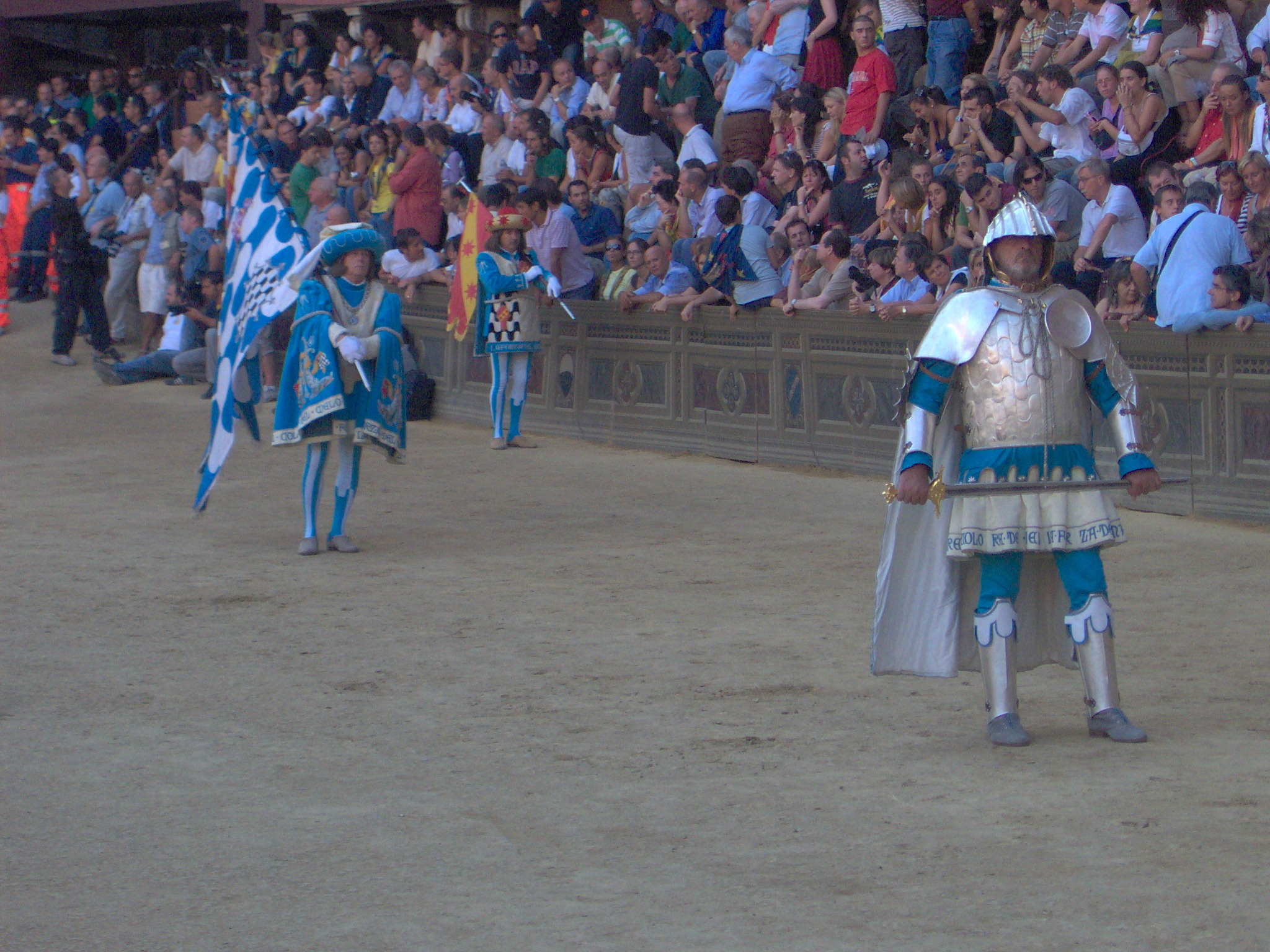
波浪区选手

波浪区（Contrada del Onda）是意大利锡耶纳的17个堂区之一。位于市中心的田野广场以南。传统上，该区居民为木匠。
该区区旗为白色和天蓝色。标志为一只海豚。
该区盟友为贝壳区和龟区。竞争对手为塔区。波浪区拥有队长区（contrada capitana）称号，因为在过去它的士兵负责市政厅的警卫。
雕塑家乔瓦尼·杜佩（Duprè）是波浪区著名的居民之一，该区一条主要街道以他命名。
该区格言为“天空的颜色，海洋的力量”（Il colore del cielo, la forza del mare）。
该区本堂为圣若瑟堂（Chiesa di San Giuseppe）。该区的主保圣人是圣母往见，庆祝日是7月2日。
该区最后一次在锡耶纳赛马节中获胜是在1995年7月2日。历史上该区共获胜37次。